# Батальоны смерти

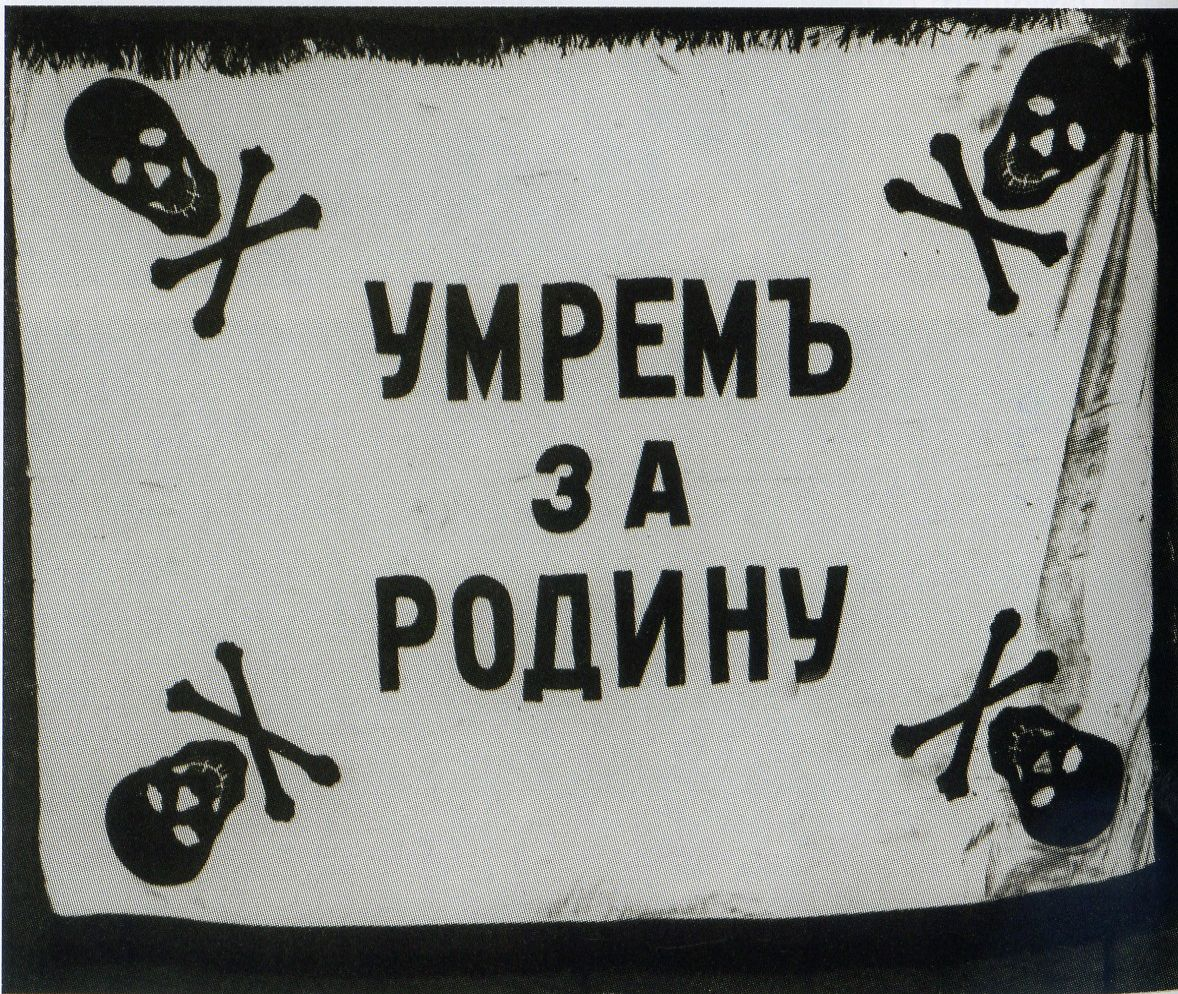
Знамя одной из «частей смерти»

«Батальоны смерти» (рус. дореф. баталіоны смерти) — общее название для широкого спектра формировавшихся на завершающем этапе Первой мировой войны (1916—1917) частей Русской императорской армии нового типа, не существовавших до тех пор (в отличие от сохранившихся с петровских времён армейских и лейб-гвардейских пехотных батальонов). Таковыми стали называть ударные части, действовавшие на переднем крае фронта, и заградительные части, действовавшие в прифронтовой полосе. В функцию ударных «батальонов смерти» входил прорыв обороны противника на том или ином участке линии фронта с целью воодушевить и своим примером увлечь в прорыв остальную пехоту. В функцию заградительных «батальонов смерти» входило пресечение, если необходимо, то силой оружия, беспорядочного бегства дезорганизованных солдатских масс с фронта, отлов дезертиров и расстрел бунтовщиков, различных паникёров, антивоенных агитаторов. Формировавшиеся Временным правительством для пропагандистских целей женские и студенческие ударные части также именовавшиеся «батальонами смерти» были в основе своей бумажной фикцией. На территории столичного гарнизона, где никаких военных действий не велось, «батальонами смерти» назывались по сути своей формирования военной полиции (жандармерии) для разгона митингов, демонстраций и тому подобных несанкционированных форм общественно-политической активности военнослужащих. «Батальоны смерти» периода гражданской войны в России — формирования Белого движения, действовавшие на начальном этапе войны в составе Добровольческой армии, а также некоторые карательные отряды ЧК. Военнослужащие «батальонов смерти» именовались смертниками.

## История названия
В 1916 году итальянское правительство на фоне упадка дисциплины создало для фронта «батальоны смерти», в качестве формы для них были введены чёрная рубашка и чёрные штаны (впоследствии чернорубашечники составили гвардию Муссолини). Впоследствии это название с местной спецификой использовалось царским правительством для создания аналогичных частей Русской императорской армии. Когда именно формулировка «батальоны смерти» была впервые употреблена применительно к частям Русской императорской армии неизвестно, но наиболее широкое её употребление относится к 1917 году. По мнению А. Б. Широкорада пулемётные заградотряды царского времени были созданы по личному указанию Николая II.

## Формирования в Русской императорской армии
«Батальоны смерти» по выражению военного историка А. А. Керсновского задерживали бегущие части, ловили дезертиров и расстреливали на месте бунтарей. Трупы расстрелянных оставались на месте в назидание с надписью: «Изменникъ Родинҍ». «Батальон смерти», отвечавший за заградительные и карательные мероприятия в прифронтовом тылу действовал при каждой армии. В отличие от штурмовых батальонов смерти, вооружённых лёгким стрелковым оружием и гранатами, заградительные батальоны смерти были вооружены тяжёлым пулемётным оружием — пулемётами системы Максима на станке и к быстрому маневру или наступательным функциям были не приспособлены уже в силу самой своей тяжеловооружённости. Пулемётные расчёты расставлялись командованием на пути отступающих войск. Первыми практику заградительных формирований, задачей которых было воспрепятствовать бегству войск с фронта, ввело командование Юго-Западного фронта. Командующий Юго-Западным фронтом Брусилов ещё в бытность свою командующим 8-й армией издал приказ следующего содержания:

[При наступлении] сзади надо иметь особо надежных людей и пулеметы, чтобы, если понадобится, заставить идти вперед и слабодушных. Не следует задумываться перед поголовным расстрелом целых частей за попытку повернуть назад или, что еще хуже, сдаться противнику. Все, кто видит, что целая часть (рота или больше) сдается, должны открывать огонь по сдающимся и совершенно уничтожать их.
Эти формирования из «особо надёжных людей» и стали предтечей батальонов смерти, — как полагает Г. Олтаржевский, в тот момент такие жестокие меры были необходимыми. Однако не все современники были с этим согласны, в мае 1916 года начальник штаба Верховного главнокомандующего Алексеев направил секретное письмо командующему Юго-Западным фронтом Брусилову: «Горько ошибается ныне и тот, кто думает насильно, страхом наказания, двигать войска в бой подобно машинам».

## Формирования Временного правительства
Чтобы стабилизировать обстановку на фронте и приостановить тотальное разложение армии, Временным правительством предпринимались попытки создать ударные формирования из инвалидов и женщин. Практических военных целей эта кампания не преследовала (об опыте применения женских частей на фронте см. ниже), упор делался на решении пропагандистских задач. Провоенно настроенная пресса («оборонцы») подхватила призыв, развернув исключительную по размаху агитацию. В июне 1917 года в Петрограде образовался Женский союз помощи родине, обратившийся с призывом к женщинам создать «батальоны смерти» для борьбы на фронте. О. Л. Керенская, жена тогдашнего Военного и морского министра Временного правительства А. Ф. Керенского, шумно разрекламировала своё намерение отправиться на фронт в качестве сестры милосердия. В первый же месяц в батальоны записалось около 300 женщин. На деле же вся затеянная популистическими деятелями в Петрограде кампания оказалось профанацией: организационная работа по созданию, укомплектованию и отправке на фронт «батальонов смерти» была поручена Главному управлению Генерального штаба, оттуда организационные меры перепоручили штабам военных округов, в результате возник эффект «стрелочника», при котором конкретных лиц, ответственных за претворение в жизнь провозглашённых правительством намерений не оказалось и фактически сформированы и отправлены на фронт были только несколько небольших возникших по частной инициативе женских отрядов («женские отряды госпожи Бочкарёвой и г-жи Кинерт»), принявших участие в боях, что в дальнейшем использовалось для пропагандистских целей. Вот как описывает деятельность женщин-ударниц в письме, вскрытом цензурой, очевидец: «Левей нашего участка […] участвовал женский „батальон смерти“. Их немец разбил совсем, от 200 человек осталось 12. […] В резерве стоят женщины, и вот они рассказывают, что многие сошли с ума в бою. […] Но какое это войско? Я посмотрел, все бледные, кажутся моложе нас, все острижены. В Москве тоже формируется батальон, но это ни к чему, они никакой пользы не принесут…». — Шумиха вокруг женских батальонов смерти однако скоро утихла, кампания в прессе ни к чему не привела. Практически всё женское движение свелось к сформированию одного батальона. 17 октября 1917 генералы В. В. Марушевский, С. Н. Каменский подали Доклад по Главному управлению Генерального штаба № 25 «О женском военном движении», в котором говорилось:

Ныне действительность показала, что женское военное движение, принявшее в своём начале массовый характер и встретившее благодаря моменту поддержку со стороны военного ведомства, не привело ни к каким положительным результатам, а наоборот, приняло беспорядочный характер… Второй пехотный женский батальон согласно приказания Вашего в бытность командующим Московским военным округом ввиду полного его несоответствия расформирован. Наказный атаман Кубанского казачьего войска [ А. П. Филимонов ] донёс, что никакого батальона в Екатеринодаре налицо не имеется. Из 14 разрешённых к сформированию частей налицо имеется только один Первый женский батальон, сформированный в Петрограде.
Генерал-майор А. И. Верховский сменивший Керенского на посту Военного министра, 21 октября написал на докладе резолюцию: «Совершенно согласен. Эта забава пользу не принесёт, а возни с ней много». Главное управление Генерального штаба постановило прекратить вербовку женщин, а разрешенные уже батальоны расформировать.

## После выхода Приказа № 1
После выхода 1 (14) марта 1917 года Приказа № 1 Петросовета, с образованием в войсках ротных и полковых солдатских комитетов (по примеру революции 1905 года), заградительные «батальоны смерти» фактически прекратили своё существование, вооружённые дезертиры или отказывающиеся идти в бой части стали оказывать организованное сопротивление попыткам какого-либо силового давления на них. Временным правительством стали создаваться штурмовые «батальоны смерти», которые использовались для пропагандистских целей, но из-за оставшегося в массовой памяти солдат образа «батальонов смерти» как карательных частей, и теперь уже открытой антивоенной агитации в войсках, создание Временным правительством женских батальонов, студенческих батальонов, батальонов георгиевских кавалеров и тому подобных «батальонов смерти», желаемого эффекта не возымело. Кроме собственно «батальонов», пропагандистская кампания Временного правительства по повышению патриотизма включала в себя создание опекавших их организаций: «Профессионального военного союза», «Военной лиги», «Женского союза помощи родине», союзов георгиевских кавалеров, офицерских союзов «Защиты Отечества» и др., — все эти организации впоследствии трактовались советской историографией как «контрреволюционные» и «ультрареакционные», несмотря на то, что сами себя они именовали «Революционной армией свободной России». Волнения во фронтовых соединениях сопровождались избиениями офицеров, бурными митингами и категорическими отказами от наступления, ударные батальоны смерти нередко становились единственными из состава этих соединений, кто соглашался на уговоры командования наступать, неся при этом крупные потери в живой силе (до 75% личного состава за один бой). От вступающих в ряды ударных батальонов и батальонов смерти требовалась подписка, что они беспрекословно подчиняются назначенной «революционной власти» (так именовался режим Временного правительства), и в этих частях предполагалась полная дисциплина (т. е. никаких солдатских комитетов, депутатов, митингов, собраний и т. п.). Науськиваемые офицерами «смертники» стоявших в тылу запасных полков грозились перед отправкой на фронт перебить всех «немецких шпионов» — большевиков, набрасывались и избивали агитаторов и антивоенных активистов. Американский журналист Джон Рид фиксирует в своей записной книжке, в октябрьских записях, что «батальоны смерти» вместе с гвардейскими полками, казачьими частями и горцами «дикой дивизии» стягивались Ставкой ВГК для действий против большевиков, — аналогичные наблюдения по Петроградскому гарнизону содержатся в донесениях, поступивших за неделю до Октябрьского переворота в Военную организацию при ЦК РСДРП(б). Личный состав обыкновенных пехотных полков, поражённых большевистской пропагандой, требовал выдворения «батальонов смерти» из расположения их частей. Известны случаи, когда большевикам удавалось распропагандировать даже личный состав ударных батальонов смерти к отказу от участия в боевых действиях, — так, под влиянием большевистской агитации Ревельский ударный морской батальон смерти отказался выступать на стороне Корнилова во время его выступления против большевиков.

## Формирования столичного гарнизона
После начала Русской революции царская полиция и жандармерия были заклеймлены либеральной печатью и антимонархически настроенными думскими ораторами как «цепные псы» «деспотичного» режима Николая II (такие же ярлыки и эпитеты присваивались царским органам правопорядка оппозицией и в прежнюю Революцию 1905—1907 гг.). Чтобы хоть как-то поддерживать порядок на территории Петроградского гарнизона, части, на которых были возложены военно-полицейские функции, так же были названы «батальонами смерти» дабы исключить недовольство народных масс. Но и это не помогало, вдохновляемые антивоенной и антиправительственной пропагандой, подстрекаемые военнослужащими-большевиками солдатские массы оказывали отпор переодетым жандармам. Имели место случаи избиения и разгона солдатами «смертников» как в столичном гарнизоне, так и в гарнизонах Киевского, Московского, Виленского и других военных округов. Там, где жандармерия была разогнана ещё февралистами, а набрать необходимое количество добровольцев среди призванных не удавалось, из числа офицеров стали формироваться офицерские «батальоны смерти» для борьбы с большевиками. Сами большевики создавали для противостояния «батальонам смерти» на митингах и демонстрациях аналогичные формирования со столь же пафосными названиями. Известен случай, когда батальон, созданный большевистски настроенными солдатами для борьбы с офицерским батальоном смерти был назван «батальон жизни» для «вооружённого отпора любому покушению на завоеванные свободы». Солдаты стали ходить на антивоенные и антиправительственные митинги вооружёнными на случай нападения «батальонов смерти». Жандармские «батальоны смерти» формировались из лишившихся работы бывших полицейских и жандармов (упразднённых ещё Февральской революцией), а также «сынков буржуазии и деклассированных элементов», как именует советская историография оставшихся верными режиму Временного правительства прапорщиков и юнкеров. Из того же контингента комплектовались аналоги «батальонов смерти» под названиями «легионы свободы» и «отряды особого назначения». Кроме собственно переодетых формирований по поддержанию правопорядка, как полагает И. Л. Кремлёв, в униформе «батальонов смерти» в февральские дни в Петрограде и окрестностях разъезжали экипажи броневиков, посланных на усмирение демонстрантов, а после июльских дней на петроградских улицах под видом «смертников» действовали переодетые сотрудники якобы «расформированной» царской охранки, сыщики, контрразведчики, работники наружного наблюдения и правительственные агенты-провокаторы. Поскольку основной объём оперативно-розыскных мероприятий карательных «батальонов смерти» приходился на аресты большевиков, служащие этих подразделений и их командиры советской историографией назывались различными уничижительными прозвищами вроде «опричников Керенского», «жандармов Керенского», «карателей» и т. п., а поскольку они так же как и большевики называли себя социалистами — в советской историографии эта характеристика применительно к ним подаётся в кавычках. «Арестовывали по малейшему доносу — в одиночку, группами и целыми войсковыми частями», — так характеризует работу «батальонов смерти» в тылу П. Ф. Федотов, в 1917 году работавший председателем полкового комитета на Северном фронте. В конечном итоге, как отмечает Дмитрий Иванов, с приходом к власти большевиков «пёструю «смертную» униформу, как, впрочем, и само движение, ждал бесславный конец». Приказом главковерха Н. В. Крыленко № 979 от 9 декабря 1917 года части смерти были упразднены и частично расформированы, а на следующий день постановлением Центрального исполнительного комитета Совета рабочих и солдатских депутатов были упразднены и все наружные знаки отличия, — таким образом дальнейшая «игра в переодевания» стала невозможной.

## Формирования периода гражданской войны
Некоторые формирования в составе Добровольческой армии, прежде всего корниловцы, до утверждения устоявшихся в современной историографии самоназваний, использовали названия и символику батальонов смерти дореволюционного периода.

## Культурное влияние

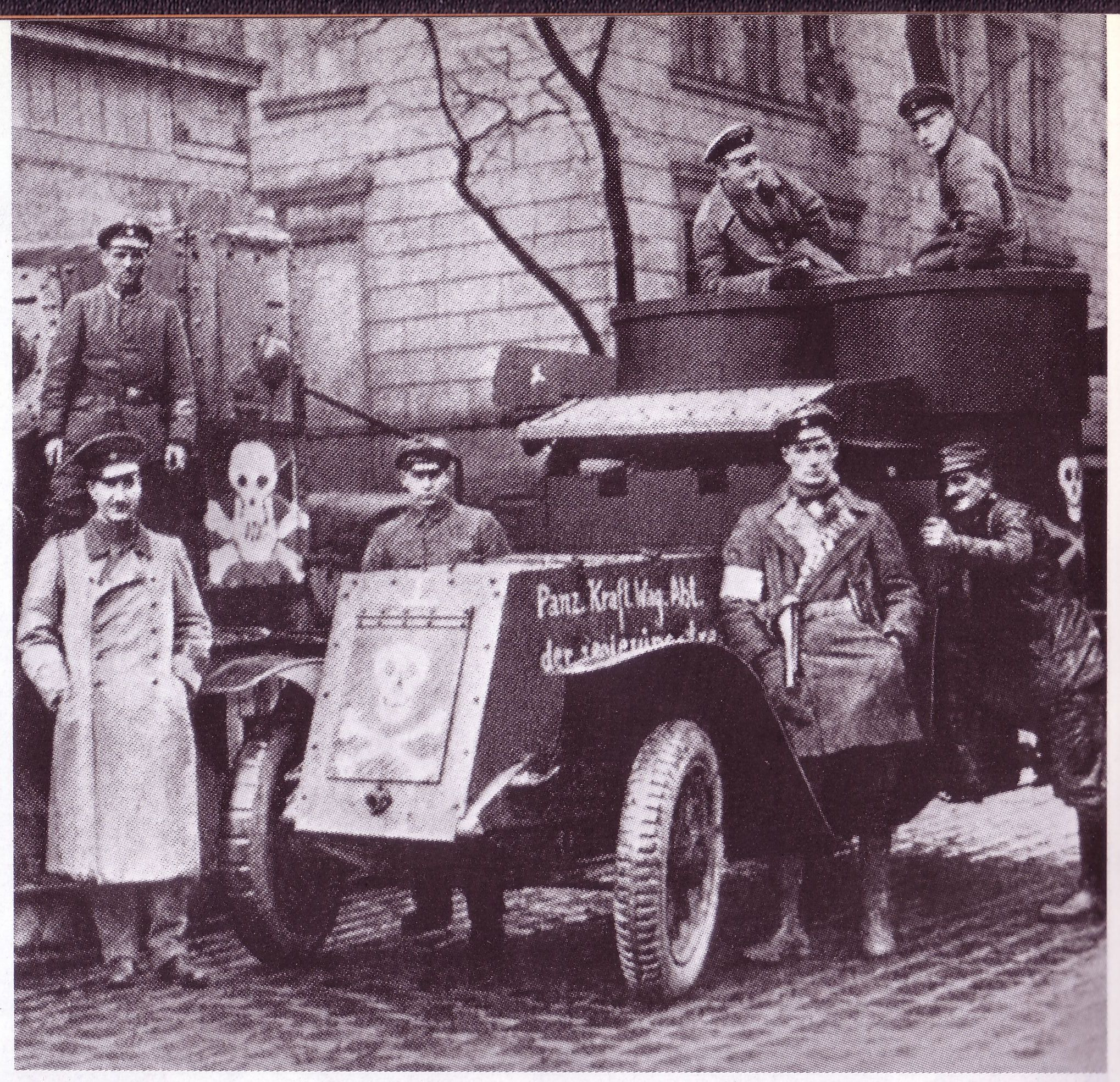
Броневики с символикой «батальонов смерти» во время подавлении революции 1918—1919 гг. в Германии, аналогичной использовавшейся на броневиках временного правительства для подавления протестов в 1917 году

В очерках Михаила Слонимского, ездившего в Германию в 1932 году и описывавшего происходящие в стране изменения, русские батальоны смерти отождествляются с гитлеровскими штурмовиками:
Этим молодцам уже разрешена форма. Группами — всегда группами — ходят они по Берлину в полной своей форме, новенькой, заготовленной и розданной, несмотря на нищету и голод. Они напоминают молодцов из батальонов смерти русского семнадцатого года: кепи, гимнастерка, даже шнурки, как у тогдашних вольноопределяющихся, только на рукаве не череп, а фашистский знак. И есть немало среди них тех, кто в Берлине, в Мюнхене — в девятнадцатом и прочих годах — убивал и расстреливал революцию.
Русские батальоны смерти вспоминаются повествователю неоднократно, сопоставляя он акцентирует внимание на тождестве униформы, символики и предназначения двух этих сущностей. Как отмечает Е. Р. Пономарёв, в очерках Слонимского они сливаются с фрайкорами — «палачами Баварской республики», это одни и те же люди — «гвардия капитала».
В годы Второй мировой войны прозвище «батальонов смерти» закрепилось за краснофлотскими частями морской пехоты.

## Постсоветская историография
Как констатирует военный историк Юрий Бахурин, вопрос о «заградотрядах» в русской императорской, а затем — республиканской армии практически не поднимался историками и несомненно, что эта страница истории Первой мировой войны заслуживает дальнейшего углубленного изучения.